# 제40회 카를로비바리 국제 영화제
제40회 카를로비바리 국제 영화제는 2005년 7월 1일에 열린 시상식이다.

## 수상 및 후보

### 대상(장편)
- 나의 니키포르 - 크지슈토프 크라우제 수상

### 심사위원특별상(장편)
- 선택 받은 땅 - 에얄 할폰 수상

### 감독상(장편)
- 나의 니키포르 - 크지슈토프 크라우제 수상

### 여우주연상(장편)
- 나의 니키포르 - 크리스티나 펠드먼 수상

### 남우주연상(장편)
- 컴 인투 더 라이트 - 루카 진가레티 수상
- 선택 받은 땅 - 우리 가브리엘 수상

### 심사위원특별언급(장편)
- 노리코의 식탁 - 소노 시온 수상

### 다큐멘터리상(30분이하)
- 마이 갓 - 갈리나 아다모비치 수상

### 다큐멘터리상(30분이상)
- Estamira - Marcos Prado 수상

### East of the West부문(장편)
- Ragin - Kirill Serebrennikov 수상

### 관객상
- Life with My Father - Sebastien Rose 수상

### 유럽영화상
- 차이나맨 - 헨리크 루벤 겐즈 수상

### 영화제 위원장상
- 로버트 레드포드 수상
- 샤론 스톤 수상
- 리브 울만 수상